# Ruszlan Tszarev
Ruszlan Tszarev (1991. július 16. –) kirgiz kötöttfogású birkózó. A 2019-es birkózó-világbajnokságon a nyolcaddöntőig jutott 72 kg-os súlycsoportban, szabadfogásban. Az Ázsia Bajnokságon 2014-ben aranyérmet, 2015-ben ezüstérmet szerzett. A 2016. évi nyári olimpiai játékokon a nyolcaddöntőig jutott.

## Sportpályafutása
A 2019-es birkózó-világbajnokságon a nyolcaddöntőig jutott, melyet magyar ellenfele, Korpási Bálint ellen 6–0-ra elvesztett.